# Spår-Olatjärnen
Spår-Olatjärnen är en sjö i Älvdalens kommun i Dalarna och ingår i Dalälvens huvudavrinningsområde. Sjön har en area på 0,115 kvadratkilometer och ligger 745,8 meter över havet.

## Delavrinningsområde
Spår-Olatjärnen ingår i det delavrinningsområde (685426-131384) som SMHI kallar för Mynnar i Stora Härjån. Medelhöjden är 748 meter över havet och ytan är 7,47 kvadratkilometer. Räknas de 10 avrinningsområdena uppströms in blir den ackumulerade arean 33,32 kvadratkilometer. Lilla Härjån som avvattnar avrinningsområdet har biflödesordning 3, vilket innebär att vattnet flödar genom totalt 3 vattendrag innan det når havet efter 515 kilometer. Avrinningsområdet består mestadels av skog (19 procent) och sankmarker (61 procent). Avrinningsområdet har 0,12 kvadratkilometer vattenytor vilket ger det en sjöprocent på 20,4 procent.